# Mario Lanza
Mario Lanza, rodným jménem Alfredo Arnold Cocozza (31. ledna 1921 Filadelfie, Pensylvánie – 7. října 1959 Řím, Itálie) byl americký tenor a hollywoodská filmová hvězda. Užíval si slávy na konci čtyřicátých let a v letech padesátých. Jeho hlas mnozí považují za konkurenci hlasu Enrica Carusa, kterého Lanza hrál ve filmu z roku 1951 Velký Caruso. Lanza byl schopný zpívat všechny hudební styly. Přestože kritici ne vždy chválili jeho velice emotivní styl, Lanza byl nesmírně populární a mnoho jeho nahrávek je oceňováno ještě dnes.

## Operní kariéra
Narodil se ve Filadelfii, ve státě Pensylvánie. Už jako malý se seznámil s operou, jeho talent začal být zřejmý, když mu bylo 16 let. Jeho otec, Antonio Cocozza, se narodil ve Filignanu v Itálii a přišel do Spojených států, když mu bylo 16. Mladý Cocozza začínal v místních operních představeních ve Filadelfii a později si ho všiml dirigent Sergej Alexandrovič Kusevickij, který mu poskytl plné stipendium na Berkshireském hudebním festivalu v Tanglewoodu v Massachusetts. Kusevickij později Lanzovi řekl, že „takový hlas, jaký máš ty, se slyší jednou za sto let“.
Jeho operní debut, Fenton v opeře Otta Nicolaie Die lustigen Weiber von Windsor, byl v Tanglewoodu 7. srpna, 1942, po studiích s dirigenty Borisem Goldovskim a Leonardem Bernsteinem. Právě tady si Cocozza osvojil umělecké jméno Mario Lanza, což je mužská verze jména jeho matky. Představení mu získala kritický ohlas, například Noel Straus z The New York Times vychvaloval 21letého tenora, že se mu „málo dnešních tenorů vyrovná, co se týče kvality, vřelosti a mohutnosti hlasu“.
Jeho operní kariéra byla přerušena druhou světovou válkou, kdy byl povolán ke Zvláštní službě ve Vojenském letectvu USA. V té době se objevil ve válečných show On the Beam a Okřídlené vítězství. Také účinkoval ve filmové verzi Okřídleného vítězství (i když jen jako člen sboru).

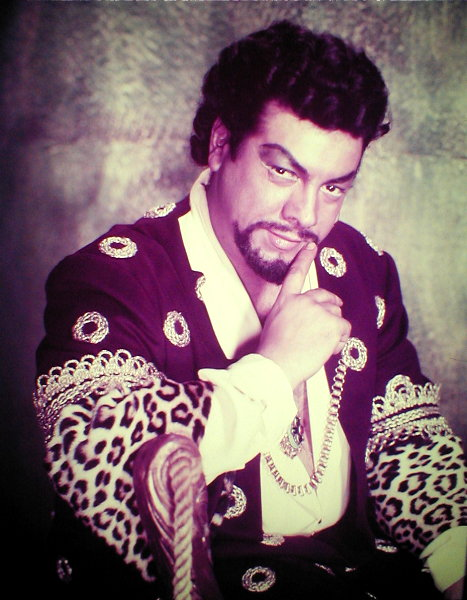
Mario Lanza jako Verdiho Otello

Ke své kariéře se vrátil v říjnu 1945 v rádiovém programu CBS Great Moments in Music, kde zpíval celkem šestkrát vybrané ukázky z oper. Později studoval patnáct měsíců u Enrica Rosatiho a pak začal svoje turné 86 koncertů po Spojených státech, Kanadě a Mexiku mezi červencem 1947 a květnem 1948, spolu s Georgem Londonem a Frances Yeendovou. V dubnu 1948 zpíval s velkým diváckým úspěchem Pinkertona v Neworleanské opeře ve dvou představeních Madam Butterfly (dirigent Walter Herbert). Koncert v Hollywood Bowlu přilákal k Lanzovi pozornost Louise B. Mayera z MGM, který ho získal pro sedmiletou spolupráci s touto společností. To byl zlomový okamžik v pěvcově kariéře.

## Filmová keriéra
Smlouva s MGM vyžadovala, aby se Lanza věnoval studiu půl roku, a zpočátku byl Lanza schopný zkombinovat svou filmovou kariéru s tou operní. V dubnu 1948 dvakrát s úspěchem zpíval Pinkertona v Madam Butterfly pro Neworleanskou operní společnost. Také pokračoval v koncertování, jak sólo, tak jako součást Tria Bel Canto s George Londonem a Frances Yeend. V květnu 1949 natočil své první komerční nahrávky s RCA Victor. Avšak jeho první dva filmy, ve kterých hrál hlavní roli, Půlnoční polibek a Přípitek na New Orleans, byly velmi úspěšné, stejně jako jeho nahrávky, a Lanzova sláva dramaticky rostla.
V roce 1951 Lanza ztělesnil Enrica Carusa ve filmu Velký Caruso, který byl neuvěřitelně úspěšný. Zároveň, díky své popularitě, se stal Lanza terčem ostré kritiky od některých hudebních kritiků, včetně těch, kteří několik let předtím jeho výkony chválili.
V roce 1952 MGM Lanzu propustilo poté, co nahrál písně pro film Princ student. Důvod propuštění nejčastěji uváděný soudobým bulvárním tiskem byl, že kvůli svým často se vracejícím problémům s váhou se Lanza nevešel do kostýmů prince. Avšak Lanzovi životopisci Cesari a Mannering zjistili, že Lanza neměl v době začátku produkce filmu nadváhu a že to byly ve skutečnosti rozpory s režisérem Curtisem Bernhardtem ohledně Lanzova nazpívání jedné z písní, kvůli kterým Lanza odešel z placu. MGM odmítlo nahradit Bernhardta a následně byl film natočen s hercem Edmundem Purdomem, zpívajícím na Lanzův playback. Ironií je, že nakonec byl režisérem filmu Richard Thorpe, stejný muž, kterého Lanza žádal po MGM místo Bernhardta, a se kterým tenorista skvěle spolupracoval na Velkém Carusovi.
V depresi z propuštění a se značně podlomeným sebevědomím se Lanza na více než rok stáhl do ústraní, často hledaje útočiště v nezřízeném pití. V tomto období navíc Lanza málem zkrachoval. V důsledku špatných investic svého bývalého manažera a svého stylu utrácení nakonec dlužil bernímu úřadu okolo 250 000 dolarů na daních.
K aktivní filmové kariéře se vrátil v roce 1955 filmem Serenáda. Avšak i přes silný hudební obsah film nebyl tak úspěšný, jako filmy předchozí. Lanza se poté v květnu 1957 přestěhoval do Říma v Itálii, kde pracoval na filmu Sedm pahorků římských, a vrátil se k živému vystupování sérií koncertů po Británii, Irsku a Evropském kontinentu. I přesto, že ho opouštělo zdraví, což bylo důvodem rušení mnoha koncertů v tomto období, Lanza dál dostával nabídky na vystupování v opeře, koncerty a filmy.
Na konci srpna 1958 Lanza nahrával několik árií v Římské opeře pro soundtrack filmu Poprvé, který se nakonec ukázal být jeho posledním. Tady se setkal s uměleckým ředitelem Římské opery, Riccardem Vitalem, který mu prý nabídl roli Cania v Komediantech v sezóně 1960/61. Ve stejné době se však Lanzovo zdraví dál zhoršovalo. Tenor trpěl nejrůznějšími chorobami, včetně flebitidy a akutního vysokého krevního tlaku. Starý zvyk přejídání se a následného nárazového hubnutí, spolu s nezřízeným pitím, potíže ještě zhoršil. Následujícího roku, v dubnu 1959, Lanza prodělal menší infarkt, po kterém v srpnu následoval oboustranný zápal plic. Mario Lanza zemřel v říjnu téhož roku v Římě, ve věku 38 let, na plicní embolii. Jeho žena Betty se spolu s jejich čtyřmi děti přestěhovala zpět do Hollywoodu, ale pět měsíců na to pomocí barbiturátů spáchala sebevraždu. Marc, mladší z jejich dvou synů, zemřel v roce 1993 na infarkt ve věku 37 let.
Lanzova krátká kariéra zahrnovala operu, rádio, koncerty, nahrávky a filmy. Lanza byl první umělec u RCA Victor Red Seal, který obdržel zlatou desku. Byl také prvním umělcem, který prodal dva a půl miliónu alb. Inspiroval kariéry následující generace operních pěvců, včetně Plácida Dominga, Luciana Pavarottiho, Lea Nucciho a José Carrerase, stejně jako pěvců jiných žánrů, jako například Elvise Presleyho. V roce 1994 tenor José Carreras vzdal Lanzovi hold („Jestli jsem operní pěvec, je to díky Mariu Lanzovi“) celosvětovým turné.

## Filmografie
- Okřídlené vítězství (Winged Victory), 1944 (neuvedený člen sboru)
- Půlnoční polibek (That Midnight Kiss), 1949
- Přípitek na New Orleans (The Toast of New Orleans), 1950
- Velký Caruso (The Great Caruso), 1951
- Protože jsi má (Because You're Mine), 1952
- Princ student (The Student Prince), 1954 (pouze hlas)
- Serenáda (Serenade), 1956
- Sedm pahorků římských (Seven Hills of Rome), 1958
- Poprvé (For the First Time), 1959

## Vybrané nahrávky
- Serenade 1956
- Lanza on Broadway 1957
- The touch of your hand 1957
- The Mario Lanza Collection RCA 1991
- Mario Lanza The Legendary Tenor RCA 1987
- The Great Caruso RCA 1989
- Mario! Lanza At His Best RCA 1995
- Mario Lanza Live at Hollywood Bowl: Historical Recordings (1947 & 1951) Gala 2000
- Mario Lanza Sings Songs from The Student Prince and The Desert Song RCA 1989
- Serenade/A Cavalcade of Show Tunes RCA 2004
- Mario Lanza: Opera Arias and Duets RCA 1999
- Christmas With Mario Lanza RCA 1987